# Ismayil Ilyasov
İsmayıl İlyasov (Simferopol, 2 augustus 1994) is een Azerbeidzjaans wielrenner die in 2017 reed voor Synergy Baku Cycling Project.

## Carrière
In 2014 werd İlyasov vierde op het nationale kampioenschap tijdrijden. Kort daarna tekende hij een contract bij Synergy Baku Cycling Project. In zijn eerste volledigde seizoen bij de Azerbeidzjaanse ploeg werd hij onder meer achtste in het nationale kampioenschap op de weg. In 2016 werd hij onder meer dertiende in de Grote Prijs van Vinnytsja en vierde in zowel de tijdrit als de wegwedstrijd op het nationale kampioenschap. In september nam hij deel aan de wegwedstrijd voor beloften op het wereldkampioenschap, die hij niet uitreed.

## Ploegen
- 2014 –  Synergy Baku Cycling Project (vanaf 25-7)
- 2015 –  Synergy Baku Cycling Project
- 2016 –  Synergy Baku Cycling Project
- 2017 –  Synergy Baku Cycling Project

Asanov · Averin · Brammeier · Cəbrayılov · Davison · Eibegger · İlyasov · İsgəndərov · İsmayılov · Ələkbərov · Əsədov · Klemme · Lane · Lavery · McConvey · C. Schweizer · M. Schweizer · Sokol · Soeroetkovytsj · Walker
Asanov · Averin · Jabrayilov · Eibegger · Ilyasov · Isgenderov · İsmayılov · Əlizadə · Asadov · Mugerli · Pliușchin · Soeroetkovytsj · Tamouridis · van Winden
Asanov · Averin · Cəbrayılov · İlyasov · Əlizadə · Əsədov · Kvasina · Qəhrəmanlı · Məmmədov · Mugerli · Pozdnijakov · Rumac · Soeroetkovytsj · Tamouridis
Asanov · Averin · Cəbrayılov · İlyasov · Əlizadə · Əsədov · Məmmədov · Mikayılzadə · Pozdnjakov · Qəhrəmanlı · Rumac